# Toxine
Toxine je slovenska glasbena skupina, nastala z letom 2007. Njihova glasba je od začetka močno temeljila na funku in rocku, kasneje so v to zmes dodajali tudi progresivni rock, stoner rock, občasne metal vložke, pop in ambientalno glasbo. Prvi album Ever Wordless so izdali leta 2013 pri založbi Subkulturni azil / Akord Records. V letu 2014 so zaključili snemanje drugega albuma.
Za novo leto 2006/07 so se z namenom "rekreativnega" preigravanja tuje glasbe zbrali Tomi Toth (vokal), Gregor Brajkovič (bobni), Marko Obranovič (bas) in Tjaš Kozlovič (kitara). Preigravanje je kmalu preraslo v ustvarjanje avtorskega matriala z angleškimi besedili s poetičnim pridihom, ki se pogosto ukvarjajo s socialnim in psihološkim komentarjem družbe. Prva nastala pesem »Ever Wordless?« je bila napisana za lokalno Kompilacijo Obala 2, ki pa je bila izdana šele leta 2009. Medtem se je v skupini zamenjalo nekaj članov; Kozloviča je na kitari maja 2007 zamenjal Samo Turk, Obranoviča pa na basu avgusta 2008 Jaša Hedžet. Po intenzivnem ustvarjanju so prvi celovečerni koncert odigrali avgusta 2009 na festivalu Jeff v Kopru. Leta 2010 so posneli demo kaseto Play Me If You Can in s skladbo OverGround sodelovali na kompilaciji Radia Študent »RockIzziv 2010«.
Istega leta so se zaprli v studio in začeli snemati svoj prvenec »Ever Wordless«, ki je bil izdan maja 2013 pri založbi Subkulturni azil/Akord Records. Producenta sta bila Lukas Stepančič in Mladen Krkač. Decembra 2013 je skladba Janez Novak pristala na kompilaciji Rokerji pojejo pesnike 9.
Aprila 2014 so znova šli v studio in posneli svoj drugi album, ki bo izdan v kratkem.